# 有線體育台
有線體育台（i-CABLE Sports Channel、前稱體育1台、體育台 ESPN）是香港有線電視首條體育頻道，播放各類型體育賽事，包括游泳、田徑、桌球、羽毛球、撞球、籃球及足球等。
此外，部分體育賽事也會安排在奇妙電視旗下的免費電視頻道HOY TV、HOY資訊台或香港國際財經台同步播出，唯各頻道同步直播賽事時除統一使用直播標誌外將繼續沿用自身頻道之台徽，另外HOY TV體育賽事期間若八號烈風或暴風信號或以上熱帶氣旋警告信號生效時，亦會在左側顯示有線新聞台的突發新聞欄。

## 歷史
1993年10月31日，有線電視啟播，當時本台是以「體育台 ESPN」名義於06台啟播，同時也是香港首個粵語電視體育頻道，該頻道除了有線自家製作的節目外，亦播放大量ESPN製作的節目，因此開台初期被冠以「體育台 ESPN」之名（有線電視15周年紀念回顧節目中，從啟播典禮一幕可見「體育台 ESPN」的台徽）。
為吸引觀眾，有線電視自1995年起購入多項足球聯賽及盃賽香港區電視直播權在本台播放，並在1996年獲得歐洲國家盃決賽週全部賽事的香港區獨家直播權。
1999年3月1日，ESPN被安排於獨立一條頻道播出，而體育台則被分拆為體育1台及體育2台，其中體育2台與當時的YMC台共用頻道，並於YMC台每晚零時收台後播放。過去，基於時差關係，體育2台主要在深夜衛星直播歐洲足球賽事，如英格蘭超級足球聯賽及德國甲組足球聯賽。當時體育2台的主持包括本地的專業人士及評述員，專業及娛樂並重為目標。
2000年，有線獲得歐洲國家盃決賽週全部賽事的香港區獨家直播權，安排賽事於體育1台播放。
2000年中，ESPN於有線頻道停播，有線將該頻道改以自家製作的SPORTS2（台徽不带有線商標，其設計亦近似ESPN的橢圓形台徽），並取消以往體育2台在YMC台收台後的播放安排，全日24小時播放。SPORTS2繼續播放哥爾夫球、網球、桌球、賽車、籃球、保齡球、爬山等節目，以及於晚間直播意大利甲組足球聯賽。
2001年，英格蘭超級聯賽的香港地區播放權落在ESPN STAR Sports (ESS) 手上，有線遂與星空傳媒及ESPN STAR SPORTS達成協議，由8月17日起再度播放ESPN及引入STAR Sports，當時ESPN及STAR Sports每周直播五場比賽，全季播出一百六十五場，根據此協議本地免費電視無權播放英超賽事。有趣的是，雖然有線觀眾仍然可以通過有線頻道組合收看英超賽事，但由於製播機構換為ESS，因此有線在旗下自製頻道宣傳英超賽事播放時間之時並不會直呼ESPN或衛視體育台的頻道名稱，而是以「有線05台」或「有線07台」作稱呼。
至於有線的兩條自製體育頻道：體育1台和SPORTS2，則在當時二合為一；足球賽事重新由體育台播放。自此以後，當數項賽事同時直播時，尤在2002年世界盃時，賽事會被分配到預告台及18台播放。
2003年足球台啟播後，體育台集中於足球以外的運動項目，如遇歐洲有多場足球賽事同時進行，個別賽事則被安排於此台直播，意大利甲組足球聯賽便是一例。
2004年，有線奪得當屆英超播映權，遂重組體育平台；8月14日，增加英超台和球彩台，並在8月17日，取消播放喪失英超香港地區播映權的ESPN和STAR Sports；而體育台就增加了各方面的賽事直播。有線在2004年連續3屆獲得歐洲國家盃決賽週全部賽事、2006年世界盃、2010年世界盃決賽週全部賽事，以及多哈亞運會、廣州亞運會、仁川亞運會、雅加達亞運會的香港區獨家直播權，雅加達亞運會之后的亞運會赛事奇妙77台（后改為香港開電視）開始加入直播，是自1994年後再有香港免費電視台直播亞運會賽事。
2011年1月1日，為配合高清廣播平台發展，有線體育台高清版本以hd202作為頻道名稱正式開播，同時正式透過有線電視使用第202頻道收看。hd202的節目與目前收看的有線體育台同步播放。唯只有訂購高清服務用戶才可享受16:9畫面。
2018年4月17日早上6時起，台號由第62/262頻道改為第661頻道。而hd202改名為高清體育台，台號由第202頻道改為第601頻道。
2020年4月起，因應疫情致大量賽事取消，體育台重播各項體育賽事，同年10月1日前香港無線主播許方輝出任香港有線體育副總經理。
2021年7月24日至8月8日期間，因應2020年東京奧運會，有線體育台和高清體育台暫時易名為奧運601/661台。
2023年6月1日深夜12時起，因應有線寬頻交還收費電視牌照，本頻道終止播映。
體育台現時播映體育賽事包括德國甲組足球聯賽、網球比賽直播、排球比賽、桌球比賽、欖球比賽和游泳比賽等較受香港觀眾歡迎的體育項目。

### 現時播映賽事
- 足球聯賽：德國盃、意大利盃、西班牙盃、英格蘭冠軍聯賽、日本職業足球聯賽（2020年起香港開電視、HOY TV加入直播）、俄羅斯超級足球聯賽、英格蘭聯賽盃
- 籃球賽事：中國男子籃球職業聯賽、世界籃球錦標賽、東南亞職業籃球聯賽
- 網球賽事：台維斯盃網球賽、協會盃網球賽、世界男子職業網球巡迴賽（ATP250）
- 排球賽事：國際排球精英賽、世界女子沙灘排球巡迴賽、女排世錦賽（2018年起香港開電視、HOY TV加入直播）、女排國家聯賽[2]
- 羽毛球賽：蘇迪曼盃羽毛球賽
- 桌球賽事：英格蘭超級桌級聯賽
- 其他賽事：世界盃體操賽、世界游泳錦標賽、世界田徑錦標賽、世界冰球錦標賽
- 其他主要節目包括愛．體育

### 曾播映賽事
- 大型全項：曼谷亞運會至今的亞運會賽事（2018年起HOY TV加入直播）、2020年東京奧運會

### 體育台節目主持
| 主持人及評述員 |        |        |        |
| 李海光         | 陳欣欣 | 蔡芳裕 | 吳毅豪 |
| 劉健基         | 劉舜文 | 何柏霖 | 張志德 |
| 李健和         | 鍾國雄 | 吳子信 | 郭子龍 |
| 李德能         | 邢安邦 | 葉鴻輝 | 蘇伊俊 |
| 張志豪         | 徐嘉樂 | 宗銘達 | 潘朗賢 |
| 王藝霖         |        |        |        |

## 外部連結
- 香港有線電視網站
- 香港有線電視月刊